# Zone Fighter
Zone Fighter, Japanse titel Ryūsei Ningen Zone (流星人間ゾーン, Ryūsei Ningen Zōn, lit. "Meteor Human Zone"), is een tokusatsu/superheldenserie geproduceerd door Toho Company Ltd.. De serie werd uitgezonden op Nippon Television van 2 april 1973 tot 24 september 1973, met een totaal van 26 afleveringen.

## Verhaal
De serie draait om de Sakimori-familie. Ze lijken een normaal Japans gezin, maar in werkelijkheid zijn ze aliens die naar de aarde kwamen nadat hun planeet, Peaceland, werd vernietigd door de Garoga. Wanneer de Garoga de aarde uitkiezen als hun volgende doel, veranderen de drie kinderen van de Sakimori familie in de superhelden Zone Fighter, Zone Angel en Zone Junior om ze een halt toe te roepen.

## Achtergrond
De serie was Toho’s antwoord op de populaire Ultraseries, en op het superheldenfenomeen dat werd gestart door series als Kamen Rider en Android Kikaider.
In de serie had Toho’s bekende filmmonster Godzilla een paar gastrollen. Tevens deden andere Toho monsters zoals King Ghidorah en Gigan mee in de serie. De Godzilla uit de serie is de Showa-versie, waardoor hij in de serie de rol van de held heeft.

## Personages

### Helden
- Hikaru Sakimori/Zone Fighter (防人光／ゾーンファイター, Sakimori Hikaru/Zōn Faitā): de oudste van de drie Zone-kinderen. Hij houdt van raceauto’s. Hij is de enige van de drie Zone-helden die de gave heeft om zichzelf tot enorm formaat te laten groeien en zo de reusachtige monsters van de Garoga te bevechten. Hij kan deze reusachtige gedaante maar een beperkte tijd vasthouden.

- Hotaru Sakimori/Zone Angel (防人螢／ゾーンエンジェル, Sakimori Hotaru/Zōn Enjeru): de op een na oudste van de drie kinderen, en de enige vrouwelijke held in het team. Ze zit nog op de middelbare school.

- Akira Sakimori/Zone Junior (防人明／ゾーンジュニア, Sakimori Akira/Zōn Junia): de jongste van de drie.

- Yoichiro Sakimori (防人陽一郎, Sakimori Yōichirō): de vader van de drie Zone-helden. Hij werkt bij het Toy Research Institute. Hij is de maker van de gadgets en voertuigen voor de Zone-helden.

- Tsukiko Sakimori (防人月子, Sakimori Tsukiko): Yoichiro's vrouw en de moeder van de drie Zone-helden.

- Raita Sakimori/Zone Great (防人雷太／ゾーングレート, Sakimori Raita/Zōn Gurēto): Yôichirô's vader en daarmee de grootvader van de drie Zone-helden.

- Godzilla (ゴジラ, Gojira): de koning van de monsters. Hoewel hij geen lid is van de Zone-familie, is hij wel hun bondgenoot in veel gevechten. De familie heeft zelfs een grot voor hem gemaakt vlak bij hun huis. Godzilla deed mee in de afleveringen 4, 11, 15, 21 en 25.

### Het Garoga leger
Een ras van op insecten lijkende demonen/aliens, afkomstig van de planeet Garoga. Hun hoofdkwartier is een enorme satelliet die rond de aarde draait.
- Gold Garoga (ゴールドガロガ - Gôrudo Garoga) – de leider van de Garoga.

- Garoga-Barans (ガロガバラン星人 - Garoga Baran Seijin) – de soldaten van de Garoga.

- FearBeasts (恐獣 - Kyòjù) – ook wel de Terro-Beasts genoemd. Zij zijn de enorme monsters van de Garoga.

- King Ghidorah (キングギドラ - Kingu Gidora) - Godzilla's grootste tegenstander, en in deze serie ook een vijand van Zone Fighter. Hij deed mee in afleveringen 5 en 6.

- Gigan (ガイガン - Gaigan) – een andere vijand van Godzilla die in de serie gerekruteerd wordt door de Garoga. Hij deed mee in aflevering 11.

## Rolverdeling
- Kazuya Aoyama ... Hikaru Sakimori / Zone Fighter
- Kazumi Kitahara ... Hotaru Sakimori / Zone Angel
- Takashi Sato ... Akira Sakimori / Zone Junior
- Shôji Nakayama ... Yôichirô Sakimori
- Sachiko Kozuki ... Tsukiko Sakimori
- Shirô Amakusa ... Raita Sakimori
- Hideaki Ohara ... Takeru Jo
- Munemaru Kouda ... stem van Gold Garoga
- Kiyoshi Kobayashi ... verteller
- Toru Kawai en Isao Zushi ... Godzilla